# Soera De Groepen
Soera De Groepen is een soera van de Koran.
De soera is vernoemd naar zij die in groepen naar de hel worden gedreven in aya 71. Deze soera wijst er verschillende malen op dat men bij tegenspoed God aanroept. In aya 4 wordt gezegd dat God een zoon zou hebben uitgekozen indien hij die had gewenst. Daarnaast wordt gesproken van de Koran die geen afwijking kent. De verhevenheid van God wordt in de soera geprezen.

## Bijzonderheden
Ayat 52 t/m 54 zouden zijn geopenbaard in Medina.